# Coherence
Coherence je americký psychologický sci-fi thriller z roku 2013, který napsal a režíroval James Ward Byrkit jako svůj režijní debut. Světová premiéra filmu proběhla 19. září 2013 na festivalu Fantastic Fest. Hlavní roli ztvárnila Emily Foxler jako žena, která se musí vyrovnat s podivnými událostmi poté, co v těsné blízkosti Země proletí kometa.

## Děj
V noci, kdy kolem Země proletí Millerova kometa, se osm přátel sejde na večeři v domě páru Mikea a Lee. Emily váhá, zda doprovodit svého přítele Kevina na dlouhou pracovní cestu do zahraničí. Amir přivede Kevinovu bývalou přítelkyni Laurie, která s Kevinem nevhodně flirtuje.
Poté dojde k výpadku proudu. Mike a Lee přinesou svíčky a barevné luminiscenční tyčinky. Přátelé si vezmou modré tyčinky a vyjdou ven, kde je celé okolí ponořené do tmy — až na jeden dům, kde svítí světla. Po návratu dovnitř si všimnou rozbité sklenice, o níž nikdo neví, jak se rozbila. Také nikomu z přítomných nefunguje mobilní signál. Amir a Hugh se rozhodnou jít k osvětlenému domu požádat o použití telefonu, protože Hughův bratr — fyzik — mu řekl, aby mu zavolal, pokud se během průletu komety stane „něco divného“. 
PO chvíli se Hugh a Amir vracejí. Hugh má pořezané čelo a Amir přinesl krabici s pálkou na ping-pong a fotografiemi všech přítomných, na jejichž zadní straně jsou napsaná čísla. Hugh tvrdí, že viděl přes okno v druhém domě stůl prostřený pro osm lidí. Dojde jim, že ten dům je alternativní verzí jejich vlastního.
Hugh napíše vzkaz a chystá se ho nechat u druhého domu, ale zjistí, že přesná kopie téhož vzkazu už je připnutá na jejich vlastních dveřích. Emily, Kevin, Mike a Laurie se rozhodnou jít do druhého domu. Cestou potkají jinou skupinu čtyř lidí, kteří mají červené tyčinky místo modrých. Každá skupina se v panice vrací zpět do svého domu.
Hugh z auta přinese knihu svého bratra o kvantové dekoherenci. Přátelé spekulují, že kometa vytvořila dvě paralelní reality a jedna z nich zanikne po průletu komety. Dojdou k závěru, že kdo projde oblastí husté tmy venku, ocitne se v jiné realitě. Mike začne pít a uvažuje, že zabije své „dvojníky“, než oni zabijí je. Rozhodne se poslat druhému Mikovi vyděračský dopis, aby ho držel dál od knihy.
Skupina si uvědomí, že Hugh a Amir mezi nimi pocházejí z jiného domu. Ti si vezmou krabici a odejdou, ale pak se vrátí s modrými tyčinkami. Našli v jiném domě dva vzkazy, což ukazuje, že vzniklo víc než jen dvě alternativní reality. Beth uvidí Laurie, jak líbá Kevina na chodbě. Někdo rozbije okno u Hughova auta. Emily si z auta vezme prsten, který jí dal Kevin. Při rozhovoru s Kevinem si uvědomí, že je z jiné reality.
Skupina vytvoří vlastní krabici, aby si ověřila, že všichni pocházejí ze stejné reality. K očíslovaným fotografiím přiloží náhodně zvolený předmět. Emily dojde, že pouze Lee a Beth, které nikdy nevyšly z domu, pocházejí z této reality; ona sama, Kevin a Laurie jsou z jiné; Hugh a Amir z třetí a Mike ze čtvrté. Pod dveřmi přichází vyděračský dopis, který odhaluje aféru mezi Mikem a Beth. Jiný Mike vtrhne dovnitř, napadne svého dvojníka a zase odejde.
Emily se vydá ven a nahlédne do několika alternativních domů, než najde takový, kde si nikdo nevšiml žádného rozdělení reality. Vyláká obyvatele ven tím, že rozbije Hughovo okno, a přepadne svou alternativní verzi, kterou omámí ketaminem, když si jde do auta pro prsten. Zaujme její místo, zatímco nad hlavou se kometa rozpadá, ale musí svou druhou verzi znovu zpacifikovat, když se jí podaří dostat do koupelny. V souboji ztratí svůj prsten, a tak si vezme ten její. Poté se vrátí do obýváku a omdlí.
Emily se probouzí na pohovce za denního světla, přičemž ostatní se zdají nic netušit. Kevin jí vrací prsten, který našel v koupelně. Zazvoní mu telefon a poznamená, že volající je – překvapivě – Emily. Emily se podívá na dva prsteny, zatímco Kevin hovor přijímá, a pak se na ni s mobilem u ucha otočí.

## Obsazení
| Emily Foxler     | Emily  |
| Maury Sterling   | Kevin  |
| Nicholas Brendon | Mike   |
| Lorene Scafaria  | Lee    |
| Hugo Armstrong   | Hugh   |
| Elizabeth Gracen | Beth   |
| Alex Manugian    | Amir   |
| Lauren Maher     | Laurie |